# مارجري تايرل
مارجري تايرل (بالإنجليزية: Margaery Tyrell) هي شخصية خيالية ظهرت في سلسلة روايات الخيال الفنتازيا الملحميّة أغنية الجليد والنار للمؤلف الأمريكي جورج آر. آر مارتن، وفي المسلسل التلفزيوني صراع العروش، حيث جسدت شخصيتها الممثلة الإنجليزية ناتالي دورمر. تم ذكر مارجري لأول مرة في رواية لعبة العروش (1996) وظهرت لأول مرة في صدام الملوك (1998). ظهرت لاحقًا في عاصفة السيوف (2000) ووليمة للغربان (2005).
مارجري هي فرد من آل تايرل، ثاني أغنى وأكبر العوائل العظيمة الثمانية في ويستروس. وهي الأخت الصغرى للورد ويلاس تايرل، وريث هايجاردن، والسير جارلان الشجاع، وكذلك السير لوراس تايرل، فارس الزهور. وهي قريبة من جدتها لأبيها السيدة أولينا، ملكة الأشواك، والتي كانت في الأصل من عائلة ردواين. مثل جدتها، مارجري ذكية وطموحة وقادرة على التكيف، وتستخدم جمالها وكرمها ونفوذ عائلتها لتأمين السلطة لنفسها. بعد زواجها من ثلاثة ملوك على مدار القصة، أصبحت شخصية سياسية مؤثرة في ويستروس، مما يجعلها غالبًا في صراع مع منافستها الرئيسية في البلاط، سيرسي لانستر.